# Pruflas
Pruflas ou Busas est un démon.

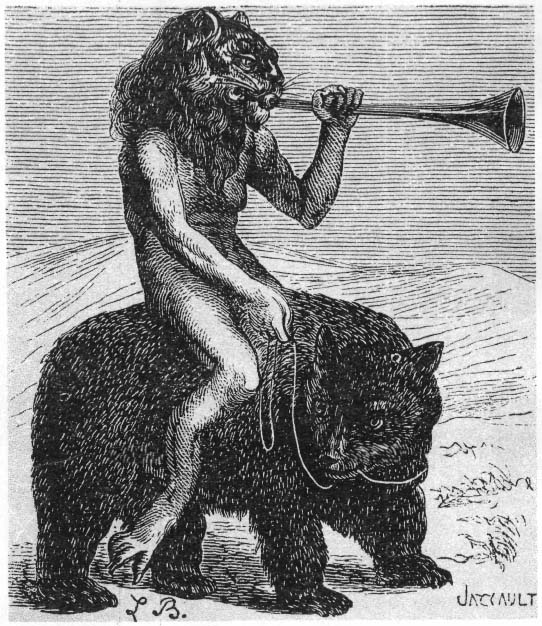
Pruflas (Collin de Plancy «Dictionnaire infernal», Paris, 1863).

La Pseudomonarchia Daemonum le mentionne en 4e position de sa liste de démons tandis que le Lemegeton ne le mentionne pas. Il est grand prince et grand-duc de l'empire infernal. Lorsqu'il régna sur Babylone il avait une tête de hibou. Il provoque les guerres et les conflits et pousse les gens à mendier. Il répond à tout ce qu'on lui demande et commande vingt-six légions.
Lorsqu'il se fait convoquer/conjurer, on le présente comme un humain, décrit « grand homme, nu, avec un sexe d’homme, une tête de hiboux et un corps penché, circulant nu sur un ours ». Il répond à toutes les demandes et n'est honnête que si l’invocateur le respecte.